# Марія Луїс Альбукерке
Марія Луїс Казанова Моргадо Діас де Альбукерке (порт. Maria Luís Casanova Morgado Dias de Albuquerque; нар. 16 вересня 1967, Брага) — португальський економіст і політик. Міністр фінансів Португалії 2013 - 2015.
В 1991 році закінчила економічний факультет приватного лісабонського Універстету Лусіада, до 2006 вона вела у ньому викладацьку діяльність. В 1997 році вона здобула ступінь магістра з фінансового управління та грошово-кредитної політики в Технічному університеті Лісабона. Вона працювала на державній службі як клерк Генеральної фінансової дирекції (1996–1999), в офісі Міністерства економіки та економічних прогнозів (1999–2001) і помічником держсекретаря з питань казначейства та фінансів (2001). До 2007 року вона була директором департаменту фінансового управління Державної залізничної компанії. У 2007–2011 очолювала один із відділів Агентства з управління державним боргом.
На виборах у 2011 році за списком Соціал-демократичної партії обрана членом Асамблеї Республіки. У червні того ж року вона була призначена держсекретарем казначейства та фінансів, у жовтні 2012 року переведена на посаду держсекретарем казначейства. У липні 2013 замінила Вітора Гаспара як міністра фінансів.